# Deokjeong (métro de Séoul)
Deokjeong (hangeul : 덕정 ; hanja : 德亭, sous titrée en anglais : Seojeong University) est une station de la ligne 1 (ligne Gyeongwon) du métro de Séoul. Elle est située au 1356 Hwahap-ro, quartier Deokjeong-dong de la ville de Yangju, sur le territoire de la province Gyeonggi, au nord-est de Séoul en Corée du Sud. Elle dessert notamment l'université de Deokjeong et des sites touristiques, notamment le temple Yangju Hoeam et le mont Chilbongsan.
C'est à l'origine une gare mise en service en 1911, elle devient une station de la ligne1 du métro de Séoul en 2006. Elle est desservie par les circulations d'omnibus et d'express de la ligne 1.

## Situation sur le réseau

Plan du réseau (2023)

Établie en aérien, Deokjeong est une station de passage de la ligne 1 du métro de Séoul : elle est située entre la station Deokgye, en direction du terminus ouest Incheon ou du terminus sud Sinchang via la station de bifurcation Guro, et avant la station Jihaeng en direction du terminus nord Yeoncheon,.

## Histoire

### Gare ligne Gyeongwon (1911-2006)
La gare, alors dénommée Botong, est mise en service le 15 octobre 1911,.
Un nouveau bâtiment est construit en 1958, du 11 août au 30 décembre.

### Station L1 métro (depuis 2006)
La nouvelle station est ouverte au service de la ligne 1 du métro de Séoul le 15 décembre 2006,.

## Services aux voyageurs

### Accès et accueil
La station dispose d'un unique accès sur la Deokjeong-gil parallèle à la Hwahap-ro. La billetterie et la distribution vers les quais est sous les voies au niveau du sol.

### Desserte
Deokjeong dispose de deux quais central, numérotés 1-2 et 3-4, les deux lignes du centre (2 et 3) sont pour les omnibus et les deux lignes extérieures (1 et 4) pour les express.

Installations
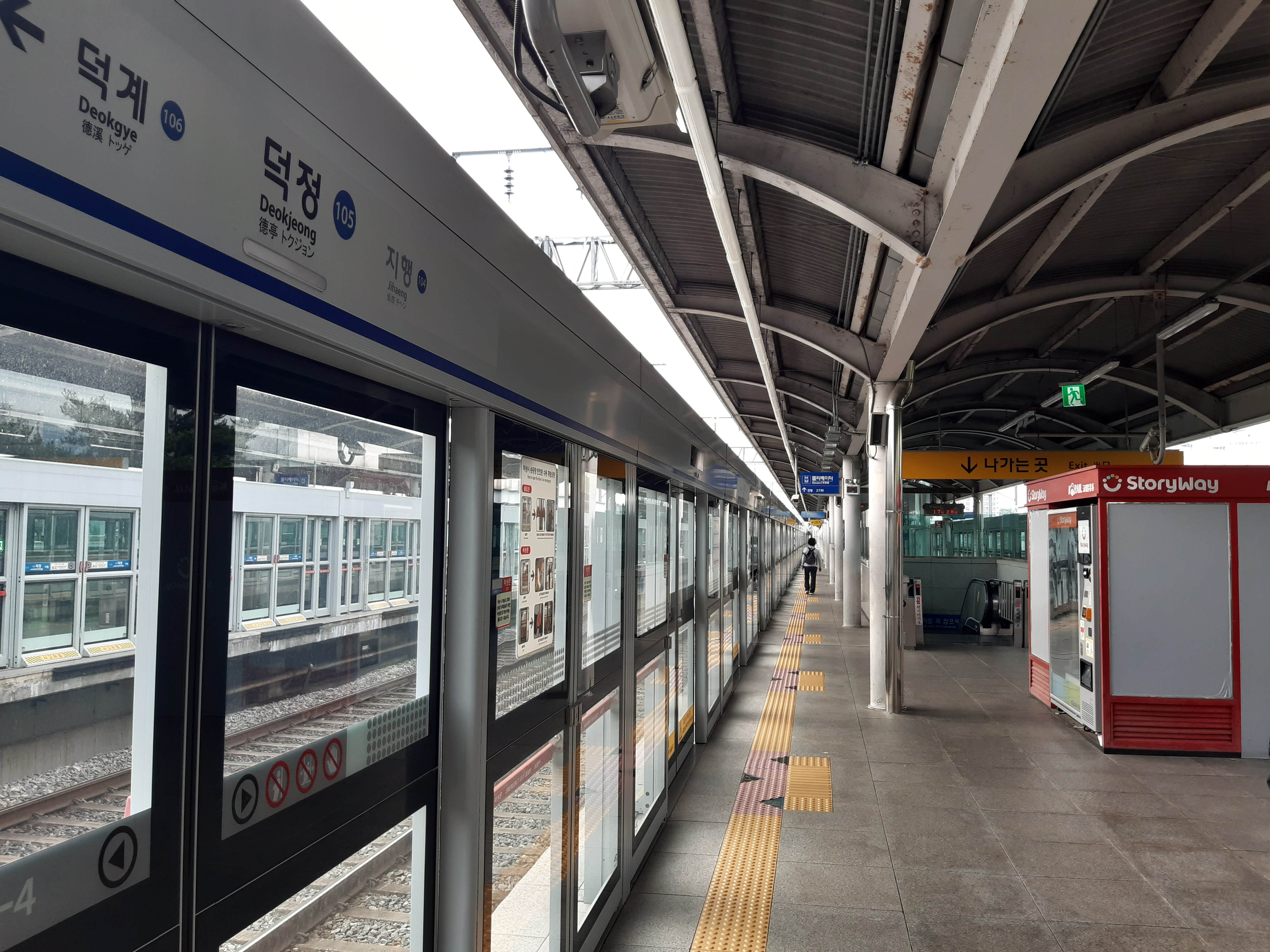
En 2021.
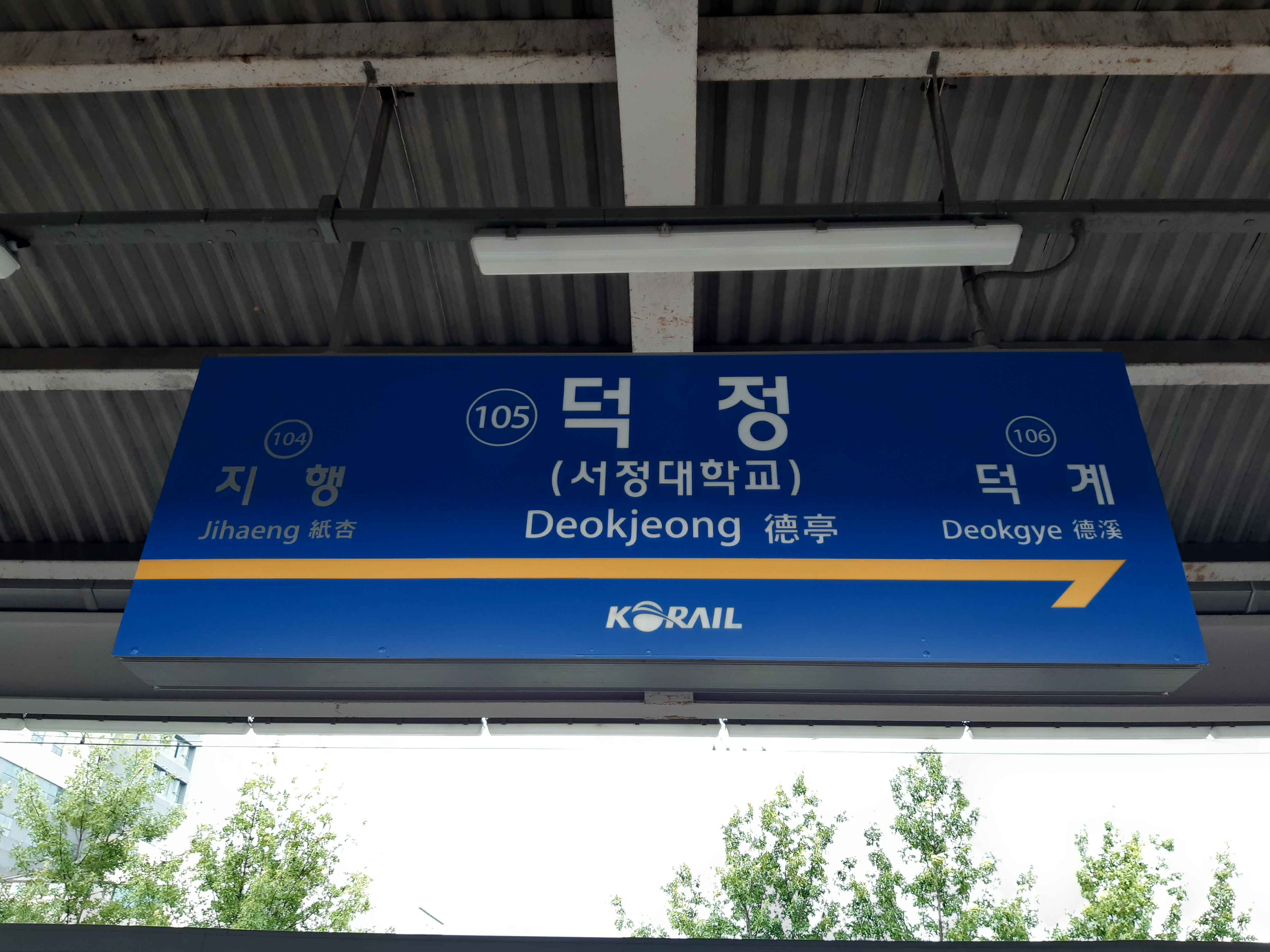
En 2021.
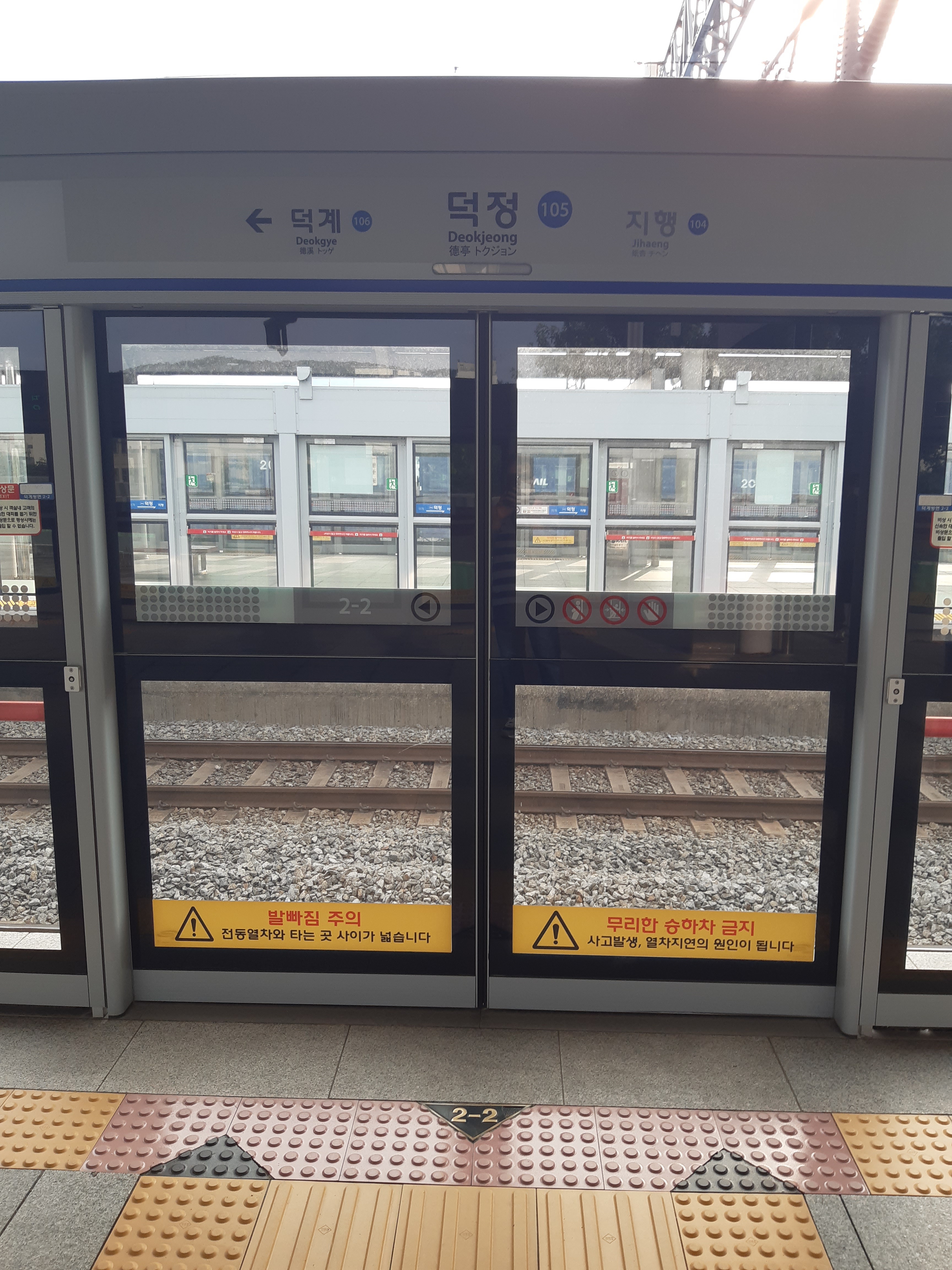
En 2021.

### Intermodalité
Devant l'accès à la station il y a des accroches vélos et des arrêts de bus sont desservis par les lignes : 2-1, 2-2, 2-3, 11, 20, 25-1, 25-2, 28, 31, 53-5, 53-8, 53-12, 75, 76, 78, 80, 81, 81-1, 87, 91, 118, 1100, 1101, 8906, G1200; G1300 et G100N.

## À proximité
L'université de Deokjeong et les sites touristiques du temple Yangju Hoeam et du mont Chilbongsan,.